# Parafia greckokatolicka Katedralna Podwyższenia Krzyża Pańskiego we Wrocławiu
Parafia greckokatolicka Katedralna Podwyższenia Krzyża Pańskiego we Wrocławiu – parafia greckokatolicka we Wrocławiu. Obecnie należy do eparchii wrocławsko-koszalińskiej i znajduje się na terenie dekanatu wrocławskiego.

## Historia parafii
W 1997 papież Jan Paweł II i kard. Henryk Gulbinowicz przekazali świątynię Kościołowi greckokatolickiemu jako siedzibę eparchii wrocławsko-gdańskiej. W latach 1997–1999 ostatecznie ukończono renowację katedry  m.in. przełożono dach.

## Cerkiew parafialna
Katedra św. Wincentego i św. Jakuba we Wrocławiu znajduje się przy pl. Nankiera 15 – obecnie kościół greckokatolicki ufundowany przez Henryka Pobożnego wraz z klasztorem dla sprowadzonych z Pragi franciszkanów ok. 1240. Kościół został zbudowany w stylu romańskim jeszcze w trakcie budowy jego krypta stała się miejscem pochówku fundatora, który w 1241 zginął w bitwie pod Legnicą z Mongołami.
Proboszczowie parafii
1956–1963. ks. Paweł Szuflat
1963–1968. ks. Teodor Sawka
1968–1977. ks. Zenon Złoczowski
1977–1979. ks. Jarosław Wodonos
1979–2000. ks. Piotr Kryk
2001–2003. ks. Bogdan Hałuszka
2003– nadal ks. Andrzej Michaliszyn (w latach 2003–2010 administrator).
Wikariusze parafii
1985–1986. ks. Jarosław Michajliszyn.
1994–1999. ks. Jurij Bojheniuk.
2000–2001. ks. Arkadiusz Trochanowski.
2001–2003. ks. Andrzej Michaliszyn.
2017–2019. ks. Jan Jadłowski.
2015–2020 ks. Yevhen Sukhyy.
2019–2022 ks. Mateusz Demeniuk.
2022–nadal ks. Roman Zakharchyshyn